# Кубок Угорщини з футболу 1934—1935
Кубок Угорщини з футболу 1934–1935 — 17-й розіграш турніру, переможцем якого вшосте став клуб «Ференцварош». 

## Чвертьфінали
| Переможці     | Рахунок | Переможені        |
| ------------- | ------- | ----------------- |
| «Ференцварош» | 4:1     | «Сюркетаксі»      |
| «Кішпешт»     | 3:0     | «Шорокшар»        |
| «Уйпешт»      | 5:1     | «Токоді Юведьярі» |
| «Хунгарія»    | 3:1     | «Сегед»           |

## Півфінали
| Переможці     | Рахунок  | Переможені |
| ------------- | -------- | ---------- |
| «Ференцварош» | 2:1      | «Уйпешт»   |
| «Хунгарія»    | 5:1, 3:2 | «Кішпешт»  |

## Фінал
| 10 червня 1935 |

| «Ференцварош»                | 2 — 1 | «Хунгарія»                   |
| ---------------------------- | ----- | ---------------------------- |
| Тольді 26' Шароші 85' (пен.) |       | Чех 54' Дудаш 84' Мюллер 88' |

| Хунгарія Коруті, Будапешт Глядачів: 8000 |

| «Ференцварош» |               |
|               |               |
| ВР            | Йожеф Хада    |
| ЗХ            | Дьюла Польгар |
| ЗХ            | Лайош Кораньї |
| ПЗ            | Анталь Ліка   |
| ПЗ            | Дьордь Шароші |
| ПЗ            | Дьюла Лазар   |
| НП            | Міхай Танкош  |
| НП            | Дьюла Кішш    |
| НП            | Геза Тольді   |
| НП            | Янош Море     |
| НП            | Тібор Кемень  |
| Тренер:       |               |
| Золтан Блум   |               |

| «Хунгарія»  |                |
|             |                |
| ВР          | Йожеф Уйварі   |
| ЗХ          | Дьюла Манді    |
| ЗХ          | Карой Кіш      |
| ПЗ          | Імре Егрі      |
| ПЗ          | Густав Шебеш   |
| ПЗ          | Янош Дудаш     |
| НП          | Паль Тіткош    |
| НП          | Гайнріх Мюллер |
| НП          | Йожеф Турай    |
| НП          | Ласло Чех      |
| НП          | Геза Сабо      |
| Тренер:     |                |
| Імре Шенкей |                |